# Clas-Göran Carlsson
Thomas Clas-Göran Carlsson (även ClasGöran), född 3 september 1962 i Ljungby församling i Kronobergs län, är en svensk politiker (socialdemokrat). Mellan 27 juli 2017 och 26 september 2022 var han riksdagsledamot och tjänstgjorde som statsrådsersättare för Tomas Eneroth under perioden denne var infrastrukturminister. Carlsson var även riksdagsledamot mellan år 2010 och 2014 då han hade plats 328 för Kronobergs läns valkrets. Han är bosatt i Ljungby.
Han blev politiskt engagerad under sin skoltid, utbildade sig till ekonom och arbetade på bank under tio års tid. Sedan 1992 driver han ett familjeföretag vars verksamhet är inom måleri och handel samt med fastigheter. Under åtta år var han kommunalråd i Ljungby kommun, från 2002 till 2010. 2010 kandiderade han till riksdagen som tredje namn på Socialdemokraternas lista för Kronobergs läns valkrets och blev invald till plats 328 i riksdagen.
Som nytillträdd riksdagsledamot blev Carlsson ledamot i Försvarsutskottet och suppleant i Civilutskottet. 2014 var han åter tredje namn på riksdagslistan, men då Socialdemokraterna tappade ett mandat i Kronobergs län miste han riksdagsplatsen.
Hans andra politiska uppdrag innefattar bland annat styrelseordförande för både Destination Småland och Småland Airport. Han tjänstgör också som ledamot i Statens inspektion för försvarsunderrättelseverksamheten, SIUN, samt som ledamot för Almi Företagspartner Kronoberg. Han var även suppleant i riksbanksfullmäktige 2014-2022.
Carlsson sitter även med i styrelsen för Måleriföretagen i Sverige samt är styrelseordförande i Hallands Travsällskap.